# Tølløse Slot
Tølløse Slot, også kaldet Tølløsegård, er en herregård, der ligger ved landsbyen Gammel Tølløse i Tølløse Sogn, Holbæk Kommune, Region Sjælland. 
Tølløsegården tilhørte i middelalderen Roskilde Stift, og nævnes første gang i 1465, da Henrik af Tølløsegård havde den som len. Ved reformationen 1536 tilfaldt slottet kronen, og kong Christian 3. overdrog det til den sidste katolske biskop i Århus Stift – Ove Bille. Ved mageskifte kom gården 1558 i Peder Oxes eje, der 1575 – samme år som han døde – fuldførte den dengang stående og medtagne hovedbygning, der bestod af to huse med tårn, som var sammenbygget ved længdesiden. Tårnet blev nedbrudt 1773. 
Den senere ejer, etatsråd Peter Christian Zeuthen, hvis søn Christian Frederik Zeuthen, gift med komtesse Sophie Schulin fik ved kgl. bevillling af 28. juni 1843 ophøjet gården til Baroniet Zeuthen. Baroniet bestod af Tølløse Hovedgård, Sophienholm og Sonnerupgaard samt Tølløse Kirke og Hvalsø Kirke. Tølløsegården undergik 1883-85 en grundig reparation under ledelse af arkitekt August Klein, så den blev ført tilbage til sin oprindelige stil.
Slottet har i løbet af det sidste århundrede haft mange forskellige ejere og anvendelsesformål, deriblandt Vilvorde Havebrugshøjskole, der foretog en stor ombygning ved blandt andet at indrette kollegieværelser og undervisningslokaler i slottets bygninger (1980-81 ved A5 Tegnestuen). Siden 1997 er der blevet drevet en efterskole, Tølløse Slots Efterskole, i bygningerne. 

## Trivia
Slottet er blevet brugt som lokalitet til den danske film "En fuldendt gentleman" fra 1937.
Voldgraven er fredet, men har ikke været anvendt som fæstningsværk for slottet. 
Tølløse Kirke hørte til Tølløse Slot indtil 1911.
Slægter, der har haft gården i deres eje: Barnekow, Tønne Friis, Scheel, Gersdorff, Reventlow, Neergaard, Zeuthen og Schulin-Zeuthen.

## Ejere
- (1500-1536) Roskilde bispestol
- (1536-1558) Kronen
- (1558-1575) Peder Oxe
- (1575-1580) Mette Rosenkrantz gift Oxe
- (1580-1584) Sidsel Oxe gift Podebusk
- (1584-1592) Jens Barnekow / Christian Barnekow
- (1592-1612) Christian Barnekow
- (1612-1660) Lene Barnekow gift Friis
- (1660-1662) Margrethe Friis
- (1662-1687) Christen Skeel
- (1687-1690) Elisabeth Skeel gift Gersdorff
- (1690-1691) Frederik Gersdorff
- (1691-1709) Otto Krabbe
- (1709-1726) Brostrup Albertin
- (1726-1728) Enkefru Albertin
- (1728-1737) Christian Ditlev Reventlow
- (1737-1750) Conrad Ditlev Reventlow
- (1750-1763) Dorothea Benedikte Frederikke Reventlow gift Ysenburg-Büdingen
- (1763-1767) Claus de Caspersgaard
- (1767-1768) Enkefru de Caspersgaard
- (1768-1788) Johan Thomas de Neergaard
- (1788-1823) Peter Christian Zeuthen
- (1823-1827) Vilhelm Peter Zeuthen
- (1828-1850) Christian Frederik Zeuthen
- (1850-1866) Sophie Hedevig Schulin-Zeuthen
- (1866-1873) Christian Frederik Schulin-Zeuthen
- (1873-1919) Christian Julius William Schulin-Zeuthen
- (1919-1923) William Schulin-Zeuthen
- (1923-1924) H.O. Larsen
- (1924-1926) J. de Neergaard
- (1926-1940) A. Larsen
- (1940-1941) Slægten Larsen
- (1941-1949) Fabrikant Henrik F. Moldrup Hollesen
- (1949-19??) Arly Henckel
- (19??-1975) Direktør Selandia Radio Arne Randow
- (1975-2006) Tølløse Kommune
- (2006-2010) Holbæk kommune
- (2010-      Tølløse Slots Efterskole

## Udbygninger
- 1575 Hovedbygning opført
- 1651 To sidebygninger opført
- 1773 Slottet ombygget i nyklassicistisk stil
- 1856 Trappetårnet opført ved H.S. Sibbern
- 1883-85 Hovedbygningen ført tilbage til sin oprindelige stil ved August Klein
- 1942 Hovedbygningen nedbrændt
- 1944 Genopført (uden trappetårn) ved Ernst Kühn
- 1980-81 Indvendig ombygning til skoledrift med kollegieværelser og undervisningslokaler. Tæt-lav-bebyggelse med elevbygninger opført ved A5 Tegnestuen